# Nanuq
Nanuq (en inuktitut : ᓇᓄᖅ, Nanuq, /na.ˈnuq/, litt. « ours blanc ») est un esprit (tuurngait) de la mythologie inuite.

## Étymologie
« Nanuq » , de l'inuktitut manuq ou manug et qui signifie « ours blanc ».

## Description
Il joue généralement un rôle important car cet ours blanc particulièrement imposant est considéré comme le chef des ours polaires. Il peut décider si les chasseurs se sont comportés conformément aux règles rituelles afin de déterminer si une chasse à l'ours blanc est réussie.
Ce mythe est bien connu y compris dans d'autres peuples arctiques avec de légères variantes.